# Узыншор
Узыншор — озеро в Дашогузском велаяте Туркмении, в Каракумах.
Образовано в начале XXI века в результате подведения Ильялинского обводного канала, наполняемого водами Амударьи.
Ранее на месте озера находилось урочище Узыншор — обезводненный солончак.
В северо-западной части озера насыпана плотина, предотвращающая вытекание воды в соседнюю солончаковую впадину.
В нескольких километрах западнее начинается сухое русло Узбой, ведущее в сторону Каспийского моря. При перенаполнении Узыншора сбросовыми водами, с юга начинает вытекать поток, попадающий в Узбой. Далее, по Узбою, вода попадает в новообразованное озеро Дузшор. Протекая далее на юго-запад, вода попадает в искусственный водоём, образованный плотиной на Узбое. В дальнейшем туркменским правительством планируется дотянуть канал до впадины солончака Гёкленкуи (Карашор) и наполнять Туркменское озеро.
Смысл названия «Узыншор» — длинный шор (солончак).